# Pelican Point (Namibia)
Pelican Point (deutsch Pelikanpunkt) ist eine Halbinsel aus Meeressand unweit der Hafenstadt Walvis Bay an der Atlantikküste Namibias. Sie begrenzt die Walfischbucht mit der Walvis-Bay-Lagune Richtung Westen.
Durch Versandung ist die Halbinsel binnen der letzten knapp 120 Jahre etwa zwei Kilometer gen Norden ins Meer gewandert. Zwischen 1895 und 1980 vergrößerte diese sich jährlich um durchschnittlich 17,4 Meter, zwischen 1980 und 1996 um mehr als 22 Meter.
Auf ihr befinden sich große Kolonien des Südafrikanischen Seebären sowie der in Betrieb befindliche historische Leuchtturm Pelican Point und eine Lodge. Ein Großteil von Pelican Point ist nur mit einem Geländefahrzeug zu erreichen.
Ein Landungssteg für kleinere Schiffe wurde 2014 gesperrt.